# 위안구

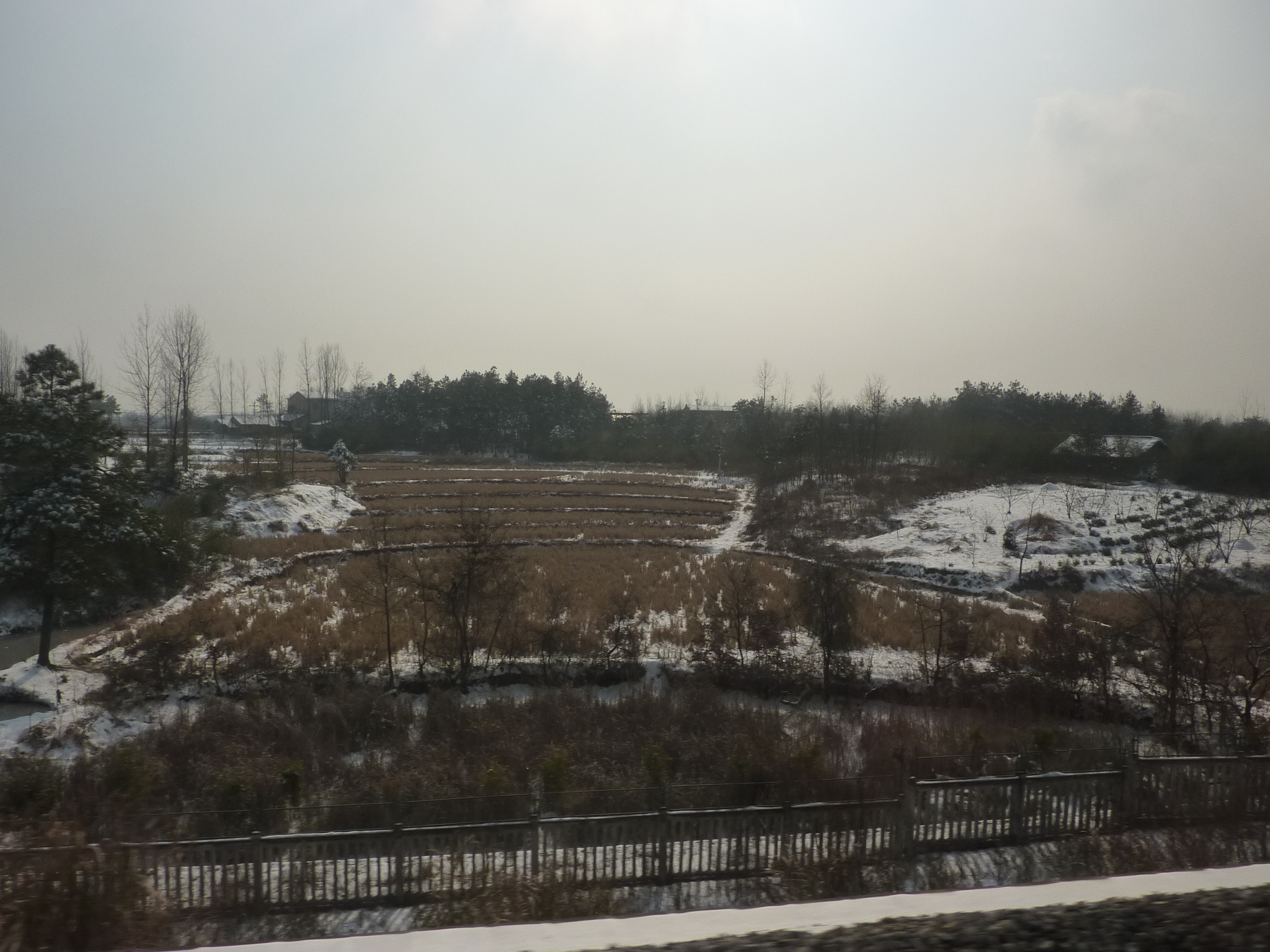

위안구(한국어: 유안구, 중국어: 裕安区, 병음: Yù'ān Qū)는 중화인민공화국 안후이성 루안 시의 현급 행정구역이다. 넓이는 1926km2이고, 인구는 2007년 기준으로 970,000명이다.

## 행정 구역
5개 가도, 12개 진, 7개 향을 관할한다.
- 가도변사소: 鼓楼街道, 西市街道, 北市街道, 南市街道，小华山街道.
- 진: 新安镇, 顺河镇, 丁集镇, 固镇, 徐集镇, 江家店镇, 独山镇, 苏埠镇, 城南镇, 分路口镇, 石婆店镇, 韩摆渡镇.
- 향: 平桥乡, 罗集乡, 狮子岗乡, 单王乡, 青山乡, 西河口乡, 石板冲乡.